# Edward Crossland

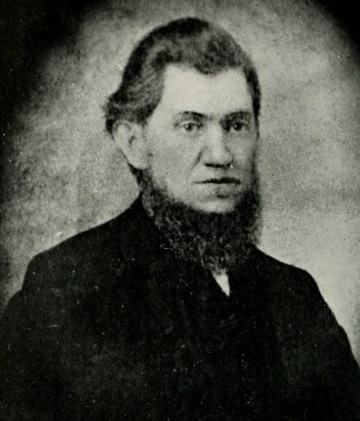
Edward Crossland, 1911

Edward Crossland (* 30. Juni 1827 im Hickman County, Kentucky; † 11. September 1881 in Mayfield, Kentucky) war ein US-amerikanischer Politiker. Zwischen 1871 und 1875 vertrat er den Bundesstaat Kentucky im US-Repräsentantenhaus.

## Werdegang
Edward Crossland besuchte die öffentlichen Schulen seiner Heimat. Nach einem anschließenden Jurastudium und seiner 1852 erfolgten Zulassung als Rechtsanwalt begann er in Clinton in diesem Beruf zu arbeiten. In den Jahren 1851 und 1852 war er als Sheriff Polizeichef im Hickman County. Politisch wurde Crossland Mitglied der Demokratischen Partei. Von 1857 bis 1858 saß er als Abgeordneter im Repräsentantenhaus von Kentucky. Als Anhänger der Konföderation diente er während des Bürgerkrieges in der Confederate States Army. Er nahm an mehreren Schlachten teil und stieg zwischen 1861 und 1865 vom Hauptmann bis zum Oberst auf.
Zwischen 1867 und 1870 war Crossland Richter am Berufungsgericht im ersten Gerichtsbezirk von Kentucky. Bei den Kongresswahlen des Jahres 1870 wurde er im ersten Wahlbezirk von Kentucky in das US-Repräsentantenhaus in Washington, D.C. gewählt, wo er am 4. März 1871 die Nachfolge von Lawrence S. Trimble antrat. Nach einer Wiederwahl im Jahr 1872 konnte er bis zum 3. März 1875 zwei Legislaturperioden im Kongress absolvieren. Nach dem Ende seiner Zeit im US-Repräsentantenhaus praktizierte Crossland zunächst wieder als Anwalt. Im August 1880 wurde er zum Richter im ersten Gerichtsbezirk von Kentucky ernannt. Dieses Amt bekleidete er bis zu seinem Tod am 11. September 1881.